# Kościół św. Jadwigi Śląskiej w Michałowie
Kościół św. Jadwigi Śląskiej – rzymskokatolicki kościół parafialny w miejscowości Michałów (powiat brzeski, województwo opolskie). Świątynia należy do parafii św. Jadwigi Śląskiej w Michałowie w dekanacie Brzeg południe, archidiecezji wrocławskiej. Dnia 22 października 1959 roku, pod numerem 601/59 kościół został wpisany do rejestru zabytków nieruchomych województwa opolskiego.

## Historia, wnętrze i architektura kościoła
Kościół parafialny to dawna kaplica pałacowa. Została przebudowana w latach 1820 i 1833 a w 1910 została dobudowana wieża. Ołtarz główny oraz boczne po przebudowie w XIX wieku mają charakter neogotycki. Na uwagę zasługują XIX-wieczne, 13-głosowe organy, ponadto:
- obraz olejny z 1759 roku przedstawiający św. Eligiusza,
- obraz olejny z XIX wieku przedstawiający św. Jadwigę,
- 14 stacji drogi krzyżowej pochodzące z początku XX wieku.[3]